# Чувки
Чувки — река в России, протекает по Республике Коми. Устье реки находится в 425 км по правому берегу реки Ижма. Длина реки составляет 3 км. Берёт начало от слияния рек Войвож-Чувки и Лунвож-Чувки.

## Данные водного реестра
По данным государственного водного реестра России относится к Двинско-Печорскому бассейновому округу, водохозяйственный участок реки — Печора от впадения реки Уса до водомерного поста Усть-Цильма, речной подбассейн реки — Печора ниже впадения Усы. Речной бассейн реки — Печора.
Код объекта в государственном водном реестре — 03050300112103000075687.